# Maximum Carnage
«Maximum Carnage» (с англ. — «Максимальная резня») — комикс-кроссовер из 14 частей, изданный компанией Marvel Comics в рамках серий комиксов, посвящённых супергерою Человеку-пауку, в 1993 году. Комикс рассказывает о том, как Человек-паук, Веном и другие супергерои объединились, чтобы противостоять кровожадному отпрыску Венома — Карнажу, и его команде суперзлодеев.

## Сюжет
После первой сюжетной арки о суперзлодее Карнаже (The Amazing Spider-Man #361-363), Клетуса Кэседи заключают в психиатрическую больницу Ravencroft Asylum. Там он узнаёт, что инопланетный симбиот изменил его кровь, в результате чего Кэседи может сам создать копию симбиота (в более поздних выпусках было сказано, что симбиот выжил и прикрепил себя к голове Клетуса, проникнув в кровь). Кэседи вновь становится Карнажем и сбегает из тюрьмы, попутно освобождая других суперзлодеев, создавая «семью» убийц вокруг него.
Визг, Доппельгенгер, Демогоблин, Падаль и сам Карнаж отправляются терроризировать Нью-Йорк. Во время нашествия они убивают сотни горожан. Человек-паук и его враг Веном решают вновь объединиться, чтобы остановить Карнажа и его последователей. К ним присоединяются Капитан Америка, Чёрная кошка, Ночной страж, Плащ и Кинжал, Железный Кулак, Детлок, Морбиус и Огненная звезда. Группа условно делится на два лагеря: придерживающиеся позиции Венома о том, чтобы уничтожить Карнажа навсегда, и те, кто как и Человек-паук считают, что его нужно оставить в живых.
Разногласия между суперзлодеями и слаженные действия супергероев приводят к поражению Карнажа. Впоследствии выясняется, что он сфальсифицировал свою смерть, накрыв одну из жертв фальшивым костюмом-симбиотом. В итоге после долгого преследования Человек-паук и Веном загоняют Карнажа на кладбище. Ослабевшего от драк Человека-паука спасает Чёрная кошка, в то время как Веному удаётся бросить Карнажа в электрический генератор, после чего его заточают в тюрьму.

## Публикации

### Порядок чтения
Часть I — Spider-Man Unlimited #1 — «Carnage Rising!»
Часть II — Web of Spider-Man #101 — «Dark Light»
Часть III — The Amazing Spider-Man #378 — «Demons on Broadway»
Часть IV — Spider-Man #35 — «Team Venom»
Часть V — Spectacular Spider-Man #201 — «Over The Line!»
Часть VI — Web of Spider-Man #102 — «Sinking Fast»
Часть VII — The Amazing Spider-Man #379 — «The Gathering Storm»
Часть VIII — Spider-Man #36 — «Hate is in the Air»
Часть IX — Spectacular Spider-Man #202 — «The Turning Point»
Часть X — Web of Spider-Man #103 — «Sin City»
Часть XI — The Amazing Spider-Man #380 — «Soldiers of Hope»
Часть XII — Spider-Man #37 — «The Light!»
Часть XIII — Spectacular Spider-Man #203 — «War of the Heart!»
Часть XIV — Spider-Man Unlimited #2 — «The Hatred, The Horror & The Hero!»

### Сборник
В сентябре 1994 года все 14 частей кроссовера были собраны в отдельной книге (ISBN 0-7851-0038-5). В январе 2005 года вышло её переиздание (ISBN 0-7851-0987-0).

## В других источниках

### Кино
- По мотивам сюжетной арки Maximum Carnage был снят фильм «Веном 2», вышедший на экраны в 2021 году[1].

### Видеоигры
- Сюжет кроссовера лёг в основу игры Spider-Man and Venom: Maximum Carnage, изданной в 1994 году компанией LJN для игровых приставок Sega Genesis и Super Nintendo.

### Пинбол
- Режим волшебника в виртуальном пинболе Zen Studios, посвящённом Веному, назван в честь Maximum Carnage. Нацелен на борьбу Человека-паука, Венома, Капитана Америки, Детлока и Кинжала с Карнажем[2][3][4][5].

### Товары
- На волне успеха Maximum Carnage компания Toy Biz[англ.] выпустила линейку фигурок персонажей, фигурирующих в кроссовере, в числе которых — Человек-паук, Веном и Карнаж[6].

### Тематический парк
- В рамках Halloween Horror Nights[англ.] 12, находящемся в Universal Orlando, остров супергероев Marvel[англ.] был превращён в зону страха, созданную на основе Maximum Carnage; также был создан полноценный дом с привидениями под названием Maximum Carnage. Тут Карнаж убил всех супергероев Marvel, появившихся после него, в результате чего на улицах воцарились преступные группировки. Декорации придали острову вид, будто известные супергерои сражались (и проиграли), что привело к их гибели.